# منتخب ماليزيا لكأس فيد
منتخب ماليزيا لكأس فيد هو ممثل ماليزيا الرسمي في كرة المضرب في كأس فيد
.